# Tmarus menglae
Tmarus menglae är en spindelart som beskrevs av Song och Zhao 1994. Tmarus menglae ingår i släktet Tmarus och familjen krabbspindlar. Inga underarter finns listade i Catalogue of Life.